# Санта Барбара (Лече)
Санта Барбара (итал. Santa Barbara) је насеље у Италији у округу Лече, региону Апулија.
Према процени из 2011. у насељу је живело 141 становника. Насеље се налази на надморској висини од 50 м.